# Myiopharus pirioni
Myiopharus pirioni är en tvåvingeart som beskrevs av Aldrich 1934. Myiopharus pirioni ingår i släktet Myiopharus och familjen parasitflugor. Inga underarter finns listade i Catalogue of Life.